# Кухтичи (Узденский район)
Кухтичи (бел. Ку́хцічы) — деревня в Узденском районе Минской области Белоруссии. В составе Неманского сельсовета.

## География
Расположена в 6 км от города Узда.
Ближайшие населённые пункты Броды 1, Броды 2, Здоровец и др.

### Гидрография
Река Усса.

## История
В 1860 году владелец имения Кухтич — Зависли.
В 1886 году деревня бывшая владельческая, при реке Усса.
В 1909 году в Игуменском уезде Узденской волости Минской губернии.
До 2013 года деревня входила в состав Семеновичского сельсовета.

## Население

### Численность
- 2009 год — 410 жителей

### Динамика
- 1860 год — 239 дворов, 1048 мужчин, 1173 женщин, 8 дворовых мужского пола[2]
- 1886 год — 660 жителей, 64 дворов[2]
- 1909 год — 899 жителей, 142 двора[2]
- 2009 год — 410 жителей (перепись населения)[2]

## Культура
- Дом культуры

## Достопримечательность
- Водонапорная башня

### Утраченное наследие
- Церковь. Конец XIX века

## Известные лица
- Карачун, Владимир Григорьевич — подполковник Советской Армии, участник Великой Отечественной войны, Герой Советского Союза (1946).